# Lieftinckia ramosa
Lieftinckia ramosa – gatunek ważki z rodziny pióronogowatych (Platycnemididae). Endemit archipelagu Wysp Salomona. Występuje na Santa Isabel i Choiseul; jako miejsce odłowu paratypu wskazano Wyspę Bougainville’a, ale prawdopodobnie jest to błąd, gdyż jak dotąd nie potwierdzono występowania tam tego gatunku.